# Tageblatt
Das Tageblatt ist die zweitgrößte luxemburgische Tageszeitung. Sie erschien erstmals am 1. Juli 1913, damals unter dem Namen Escher Tageblatt und dem Untertitel Demokratisches Organ für die Interessen des Kantons Esch. Heute heißt der Untertitel Lëtzebuerg (luxemburgisch für „Luxemburg“). Die Redaktion hat ihren Sitz in Esch an der Alzette. Die Auflage beträgt etwa 9.700 Stück.

## Geschichte

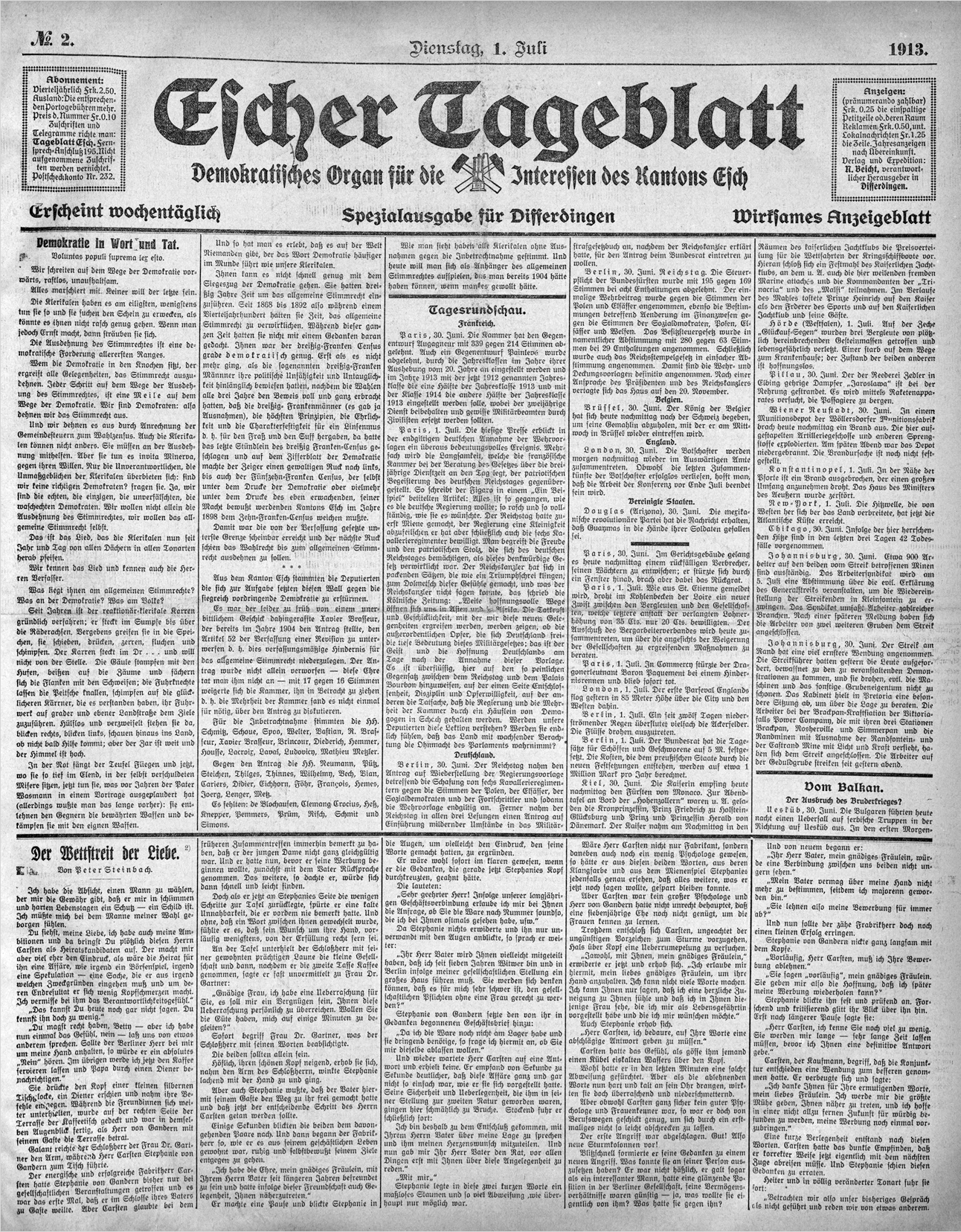
Escher Tageblatt, Ausgabe vom 1. Juli 1913

Das Tageblatt wurde 1913 von Paul Schroell gegründet. Es erschien anfangs im Escher Druckerei- und Zeitungsverlag. Der Chefredakteur war Frantz Clément, später Gust van Werveke. Eine Zeit lang gab es Schwesterausgaben, die Luxemburger Tageblatt und Differdinger Tageblatt hießen. Das Tageblatt wird wie der französischsprachige Le Quotidien und weitere Publikationen von der Editpress SA herausgegeben.
Beim 17. European Newspaper Congress in Wien wurde das Tageblatt im Mai 2016 mit fünf European Newspaper Awards für das Design den Kategorien Cover und Coverstory (2-mal), Fotografie (Atmosphäre), Visual Storytelling und Alternatives Storytelling ausgezeichnet.
Das Tageblatt wird über die Pressehilfe vom Luxemburgischen Staat subventioniert. 2013 lag dieser Betrag bei 1.580.122 Euro.